# West Side Soul
| Recensione   | Giudizio     |
| ------------ | ------------ |
| AllMusic     | [ 1 ]        |
| Sputnikmusic | 4.5 (Superb) |

West Side Soul è l'album d'esordio come solista di Magic Sam (a nome Magic Sam Blues Band), pubblicato dalla Delmark Records nel 1967.
È considerato uno dei migliori album di blues elettrico di tutti i tempi.

## Tracce
Lato A
1. That's All I Need – 3:40 (Magic Sam)
2. I Need You so Bad – 4:51 (B.B. King, Sam Ling)
3. I Feel so Good (I Wanna Boogie) – 4:36 (Magic Sam)
4. All of Your Love – 3:43 (Magic Sam, Otis Rush)
5. I Don't Want No Woman – 3:38 (Don Robey)

Lato B
1. Sweet Home Chicago – 4:11 (Robert Johnson)
2. I Found a New Love – 4:03 (Milton Campbell, Bob Lyons)
3. Every Night and Every Day – 2:19 (Jimmy McCracklin)
4. Lookin' Good – 3:11 (Magic Sam) – Brano strumentale
5. My Love Will Never Die – 4:04 (Willie Dixon)
6. Mama, Mama - Talk to Your Daughter – 2:40 (J. B. Lenoir)

Edizione CD del 2011, pubblicato dalla Delmark Records (DD-615)
1. That's All I Need – 3:40 (Magic Sam)
2. I Need You so Bad – 4:51 (B.B. King, Sam Ling)
3. I Feel so Good (I Wanna Boogie) – 4:36 (Magic Sam)
4. All of Your Love – 3:43 (Magic Sam, Otis Rush)
5. I Don't Want No Woman – 3:38 (Don Robey)
6. Sweet Home Chicago – 4:11 (Robert Johnson)
7. I Found a New Love – 4:03 (Milton Campbell, Bob Lyons)
8. Every Night and Every Day – 2:19 (Jimmy McCracklin)
9. Lookin' Good – 3:11 (Magic Sam) – Brano strumentale
10. My Love Will Never Die – 4:04 (Willie Dixon)
11. Mama, Mama - Talk to Your Daughter – 2:40 (J.B. Lenoir)
12. I Don't Want No Woman – 3:30 (Don Robey) – Bonus Track - Alternate

## Musicisti
- Magic Sam - voce, chitarra
- Mighty Joe Young - chitarra
- Stockholm Slim - pianoforte
- Earnest Johnson - basso (brani: A2, A4, A5, B1, B2, B4, B5, B6 e #12)
- Mack Thompson - basso (brani: A1, A3 e B3)
- Odie Payne - batteria (brani: A2, A4, A5, B1, B2, B4, B5, B6 e #12)
- Odie Payne III - batteria (brani: A1, A3 e B3)

Note aggiuntive
- Robert G. Koester - produttore e supervisore album
- Registrato il 12 luglio e 25 ottobre 1967 al Sound Studios di Chicago (Illinois)
- Stu Black - ingegnere delle registrazioni
- Jack Bradley - fotografia copertina album
- Z. Jastrzebski - design copertina[4]